# Élodie Orbaen
 (juillet 2024).
Pas d'image ? Cliquez ici
Élodie Orbaen est une grimpeuse belge. Elle concourt dans la catégorie handisport RP3.

## Biographie
Née dans une famille de grimpeurs, Élodie Orbaen commence l’escalade à l’âge de 3 ans. Comme elle a une malformation congénitale, elle porte une prothèse pour grimper et rejoint les compétitions handisport lors de leur apparition progressive dans les années 2010.
Elle remporte le titre de championne du monde en catégorie RP3 en 2014 à Gijón et en 2016 à Paris. En 2018 à Innsbrück, lors de l’édition suivante, elle prend la médaille de bronze.
Elle annonce en 2019 mettre fin à sa carrière.